# Archivio di Babatha

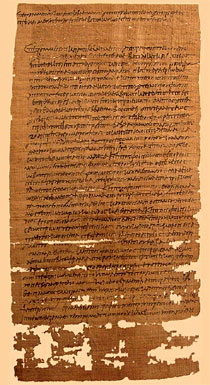
Uno dei 35 papiri del cosiddetto archivio di Babatha.

L'archivio di Babatha è l'archivio di una ricca famiglia della Giudea a cavallo tra il I e il II secolo d.C.
Si tratta di una raccolta di 35 papiri contenenti atti giudiziari e contratti in greco antico, nabateo ed aramaico: i testi sono stati rinvenuti nella cosiddetta Grotta delle Lettere, nel sito archeologico di Nahal Hever. Sono stati datati tra il 93 e il 132. La grotta fu scavata da Yigael Yadin nel corso di due spedizioni fra il 1960 e il 1961, ma la pubblicazione completa dei testi ivi ritrovati è avvenuta solamente nel 2002.
I papiri erano stati posti dentro una nicchia nell'angolo nord-ovest della grotta (locus 61). I documenti della Grotta delle Lettere sono risultati fondamentali per comprendere della vita quotidiana di una donna benestante del I secolo d.C., argomento di cui non vi è spesso alcuna tradizione. Babatha era una ricca donna ebrea residente ad En Gedi, da dove fuggì durante la terza guerra giudaica e si rifugiò nella grotta: nonostante la sua città non fosse stata toccata dalla rivolta, morì senza riprendere possesso dei suoi beni. Nella grotta si trovavano ancora un cofanetto per gioielli, vasellame, abiti, scarpe, uno specchio e una chiave; non è stato possibile identificare la donna tra i resti individuati.